# SOS (álbum de Millencolin)
SOS es el noveno álbum del grupo sueco de punk rock Millencolin. Fue lanzado el 12 de febrero de 2019 por Epitaph Records y cuenta con doce pistas, incluyendo sus sencillos «SOS» y «Sour Days».
El álbum fue grabado en los Soundlab Studios de la banda, en Örebro, Suecia y mezclado por Jens Bogren en Fascination Street Studios. Fue producido por el vocalista y bajista Nikola Sarcevic y el guitarrista Mathias Färm en Soundlab Studios, con todas las ilustraciones y fotografías creadas por el guitarrista Erik Ohlsson.

## Lista de canciones
| CD    |                      |                 |          |  |
| N.º   | Título               | Letras          | Duración |  |
| 1.    | «SOS»                | Mathias Färm    | 3:20     |  |
| 2.    | «For Yesterday»      | Nikola Sarcevic | 2:46     |  |
| 3.    | «Nothing»            | Nikola Sarcevic | 2:59     |  |
| 4.    | «Sour Days»          | Nikola Sarcevic | 3:07     |  |
| 5.    | «Yanny & Laurel»     | Nikola Sarcevic | 2:49     |  |
| 6.    | «Reach You»          | Nikola Sarcevic | 3:01     |  |
| 7.    | «Do You Want War»    | Nikola Sarcevic | 2:33     |  |
| 8.    | «Trumpets & Poutine» | Nikola Sarcevic | 2:44     |  |
| 9.    | «Let It Be»          | Nikola Sarcevic | 2:35     |  |
| 10.   | «Dramatic Planet»    | Nikola Sarcevic | 3:20     |  |
| 11.   | «Cavemans Land»      | Nikola Sarcevic | 3:01     |  |
| 12.   | «Carry On»           | Nikola Sarcevic | 2:59     |  |
| 35:13 |                      |                 |          |  |

## Créditos
- Nikola Sarcevic – voz, bajo
- Erik Ohlsson – guitarra, teclado, arte de álbum
- Mathias Färm – guitarra, percusión, teclado, ingeniero asistente, edición
- Fredrik Larzon – batería, percusión

## Historial de lanzamiento
| País   | Fecha                 | Formato | Sello           |
| ------ | --------------------- | ------- | --------------- |
| Varios | 12 de febrero de 2019 | CD, LP  | Epitaph Records |